# Maranwez
Maranwez település Franciaországban, Ardennes megyében. Lakosainak száma 54 fő (2022. január 1.). Maranwez La Férée, Liart, Marlemont, Montmeillant, Saint-Jean-aux-Bois és Signy-l’Abbaye községekkel határos.

## Népesség
A település népességének változása:
| Lakosok száma | 84   | 51   | 57   | 60   | 56   | 61   | 61   | 57   | 56   | 54   |
|               | 1968 | 1982 | 1990 | 2006 | 2013 | 2015 | 2017 | 2019 | 2020 | 2022 |

| Lakosság változása | Lakosság változása | Lakosság változása |
| Év                 | Lakosság           | ±%                 |
| ------------------ | ------------------ | ------------------ |
| 1962               | 76                 | —                  |
| 1968               | 84                 | +10,5%             |
| 1975               | 65                 | −22,6%             |
| 1982               | 51                 | −21,5%             |
| 1990               | 57                 | +11,8%             |
| 1999               | 59                 | +3,5%              |
| 2008               | 52                 | −11,9%             |